# Erin Morgenstern
Pour les articles homonymes, voir Morgenstern.
Œuvres principales
- Le Cirque des rêves
- La Mer sans étoiles

Erin Morgenstern, née le 8 juillet 1978 à Marshfield dans le Massachusetts, est une écrivaine américaine de fantasy.

## Biographie
Erin Morgenstern grandit à Marshfield. Elle étudie le théâtre et les arts graphiques au Smith College, dont elle sort diplômée en 2000. En plus de l'écriture, elle pratique la peinture, principalement acrylique. Elle vit désormais dans la ville de New York.
Elle publie son premier roman, Le Cirque des rêves (The Night Circus), en 2011. Il restera sept semaines en premiere place de la liste des best sellers du New York Times, et traduit en 37 langues. Une adaptation cinématographique est également en cours.
Le fantastique et la romance tiennent une place prépondérante dans ses deux romans, Le Cirque des rêves et La Mer sans étoiles. 

## Œuvres

### Romans
- Le Cirque des rêves, Flammarion, 2012 ((en) The Night Circus, Doubleday, 2011), trad. Sabine Porte, 328 p.  (ISBN 978-2-08-126432-8)Réédition, Pocket, 2015 no 15915, 576 p. (ISBN 978-2-266-24752-8) - Prix Locus du meilleur premier roman 2012
- La Mer sans étoiles, Sonatine, 2020 ((en) The Starless Sea, Doubleday, 2019), trad. Julie Sibony, 656 p.  (ISBN 978-2-35584-780-6)Réédition, Pocket, 2021, 768 p. (ISBN 978-2-266-30012-4)